# Antiblemma alcinoe
Antiblemma alcinoe là một loài bướm đêm trong họ Erebidae.